# 테트라펩타이드

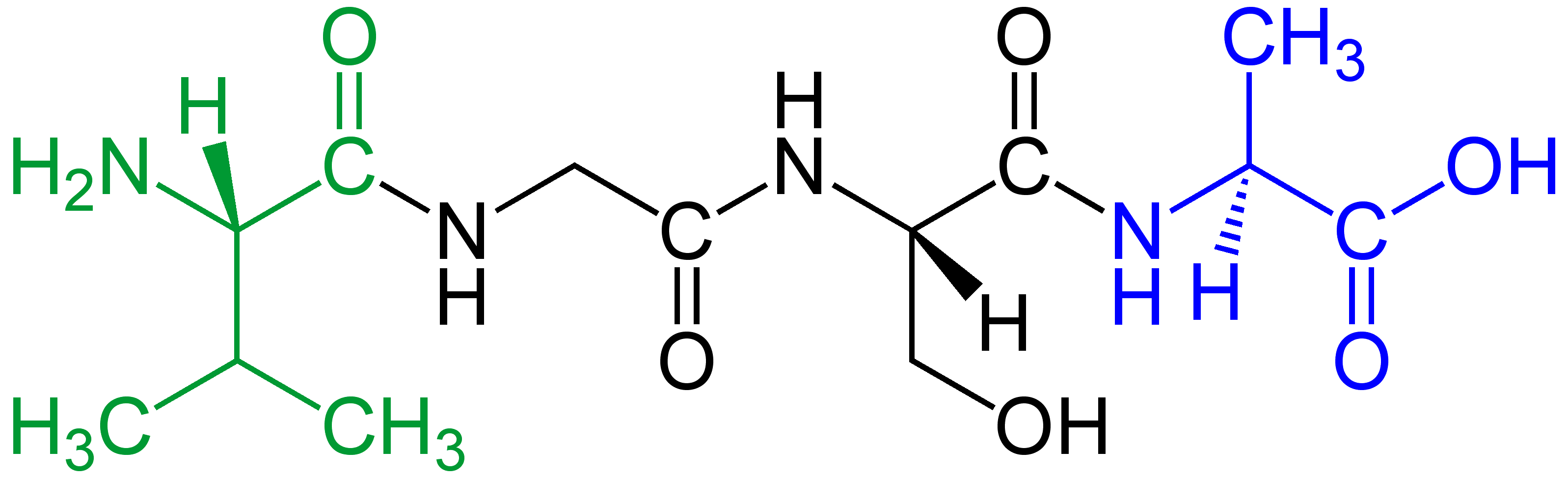
녹색으로 표시된 아미노 말단(L-발린)과 <span by style="color:blue;">파란색으로 표시된 카복실 말단(L-알라닌)을 가지고 있는 테트라펩타이드 (예: Val-Gly-Ser-Ala)

테트라펩타이드(영어: tetrapeptide)는 4개의 아미노산이 펩타이드 결합으로 연결되어 있으며, 올리고펩타이드로 분류되는 펩타이드이다. 많은 테트라펩타이드들은 약리학적으로 활성이며, 종종 단백질-단백질 신호전달에서 다양한 수용체에 대한 친화성과 특이성을 나타낸다. 자연계에는 선형 테트라펩타이드 및 고리형 테트라펩타이드가 모두 존재하며, 고리형 테트라펩타이드는 단백질 및 약물의 표적 표면에 종종 존재하는 단백질 리버스 턴을 모방한다. 테트라펩타이드는 4번째 펩타이드 결합 또는 다른 공유 결합에 의해 고리화될 수 있다.

## 예
테트라펩타이드의 예는 다음과 같다.
- 터프트신(L-트레오닐-L-리실-L-프롤릴-L-아르기닌)은 주로 면역계의 기능과 관련된 펩타이드이다.
- 리진(글리실-L-글루타미닐-L-프롤릴-L-아르기닌)은 터프트신과 유사한 기능을 가진 테트라펩타이드이다.
- 포스틴(Lys-Pro-Pro-Arg)은 시스타틴 C의 N-말단 테트라펩타이드이며 터프트신의 길항제이다.
- 엔도모르핀-1(H-Tyr-Pro-Trp-Phe-NH2) 및 엔도모르핀-2(H-Tyr-Pro-Phe-Phe-NH2)는 μ-오피오이드 수용체에 대해 친화도 및 특이성이 가장 높은 것으로 알려진 펩타이드이다.
- 모르피셉틴(H-Tyr-Pro-Phe-Pro-NH2)은 β-카세인에서 분리된 카소모르핀 펩타이드이다.
- 글루텐 엑소르핀 A4(H-Gly-Tyr-Tyr-Pro-OH) 및 B4(H-Tyr-Gly-Gly-Trp-OH)는 글루텐에서 분리된 펩타이드이다.
- 티로신-MIF-1(H-Tyr-Pro-Leu-Gly-NH2)은 내인성 오피오이드 조절제이다.
- 테트라가스트린(N-((페닐메톡시)카보닐)-L-트립토필-L-메티오닐-L-아스파르틸-L-페닐알라닌아마이드)는 가스트린의 C-말단 테트라펩타이드이다. 테트라가스트린은 가스트린과 동일한 생리적, 약리학적 활성을 갖는 가장 작은 가스트린 펩타이드 단편이다.
- 켄트신(H-Thr-Pro-Arg-Lys-OH)은 암컷 햄스터에서 처음으로 분리된 피임 펩타이드이다.
- 아카틴-I(글리실-페닐알라닐-알라닐-아스파르트산)은 리사카티나 풀리카(Lissachatina fulica)에서 발견되는 신경흥분성 테트라펩타이드이다.
- 텐톡신(사이클로(N-메틸-L-알라닐-L-류실-N-메틸-트랜스-디하이드로페닐-알라닐-글리실))은 알테르나리아속의 식물 병원성 균류에 의해 생성되는 천연의 고리형 테트라펩타이드이다.
- 라파스티넬(H-Thr-Pro-Pro-Thr-NH2)은 NMDA 수용체의 부분작용제이다.
- HC-톡신(사이클로(D-Pro-L-Ala-D-Ala-L-Aeo)) (여기서 Aeo는 2-아미노-8-옥소-9,10-에폭시 데칸산)은 옥수수를 숙주로 삼는 균류인 코클리오볼루스 카르보늄(Cochliobolus carbonum)의 독성 인자이다.
- 엘라미프레타이드(D-Arg-다이메틸Tyr-Lys-Phe-NH2)는 미토콘드리아를 표적으로 하는 약물 후보이다.[3][4]

## 같이 보기
- 다이펩타이드
- 트라이펩타이드
- 고리형 펩타이드